# Qué hacer en caso de incendio
Qué hacer en caso de incendio (Was tun, wenn's brennt? en Alemán) es una película alemana del director Gregor Schnitzler, realizada en el 2001.

## Argumento
Esta película comienza con un grupo de diez chicos que en el Berlín de los años ochenta forman un grupo anarquista, luchando para que en el futuro exista total libertad e igualdad. Un día crean una bomba casera y como acto de reivindicación la colocan en una mansión de una zona aristocrática, ya colocada se olvidan de ella, el tiempo siguió su camino y esta no explota. 
Al pasar 12 años, en el intento de abrir la puerta de la vieja mansión y al ser forzada, se activa la bomba. El nivel de estallido es tan potente, que destruye la mansión por completo. 
Dado el tiempo trascurrido este grupo cambio significativamente, cada uno ha forjado su camino y la mayoría se encuentra casado y con hijos, su nivel de vida se ha convertido en lo que ellos repudiaban, en capitalistas. La policía, después del estallido del artefacto, los busca, ellos deciden volver a juntarse para pensar como salvarse, eliminando cada rastro que los incrimine.
La película nos lleva a pensar en los nostálgicos tiempos donde la juventud tiende a establecer una visión romántica sobre la política, y como el paso de los años y la incursión en la vida económicamente activa -en Alemania o cualquier otra nación- aleja al individuo de sus sueños juveniles.
¿Qué Hacer en Caso de Incendio? es una ópera prima que cuenta con un mensaje donde la amistad es la principal de las monedas. Si bien cada uno de los amigos cuenta ya con una vida de circunstancias diferentes a aquellas en las que se conocieron, el pasado resurge para llevarlos nuevamente a la aventura, aun cuando algunos de ellos comiencen a sentirse decepcionados de los caminos que han seguido. La historia se sumerge en la característica principal de cada personaje en su vida de hoy, lo que aporta una cuota de locura y humor, lo que la convierte en una obra muy recomendable.

## Actores
- Til Schweiger como Tim.
- Martin Feifelcomo como Hotte.
- Sebastian Blomberg como Maik.
- Nadja Uhl como Nele.
- Matthias Matschke como Terror.
- Doris Schretzmayer como Flo.
- Klaus Löwitsch como Manowsky.
- Devid Striesow como Henkel.
- Barbara Philipp como Pritt.
- Jamie Schuricht como Melli.